# V. Basarab havasalföldi fejedelem
V. Szent Basarab (románul: Neagoe Basarab), (kb. 1459 – 1521. szeptember 15., Curtea de Argeș) Havasalföld fejedelme volt 1512 és 1521 között.

## Élete
Uralkodása alatt Havasalföld önálló állam volt, de adót kellett fizetnie az Oszmán Birodalomnak. Neagoe elősegítette a kézművesség és kereskedelem fejlődését. Jó kapcsolatokat tartott fenn a Magyar Királysággal, és próbált kapcsolatokat kiépíteni a Velencei Köztársasággal és a pápával. Felajánlotta, hogy közvetít a keleti ortodox egyház és a római katolikus egyház között annak érdekében, hogy a kereszténység egyesüljön a török fenyegetés ellen, s kísérletet kívánt tenni arra, hogy Oroszország is belépjen a török elleni háborúba.
A bizánci hagyománynak megfelelően támogatta az egyházat, nagyvonalú adományokat juttatva az ortodox monostoroknak, nem csak Havasalföldön, hanem az egész Balkánon. Az ő uralkodása alatt 1517-ben épült az Curtea de Argeș-i kolostor (Argyasudvarhely). Ő kezdte el a régi templom építését Târgoviște városában. Szintén ő alapította az Athosz-hegyi Dionisziou-kolostort .
Neagoe Basarab írta az egyik legkorábbi román irodalmi művet Învățăturile lui Neagoe Basarab către fiul său Teodosie (Neagoe Basarab tanításai fia, Teodosie számára) címmel, amely filozófiai, diplomáciai, erkölcsi és etikai témákat tárgyal.

## Basarab tanításaimagyar nyelven
- részlet INː (szerk.) Teodor Pompiliuː Kutassátok az írásokat – Román krónikaírók munkáiból (ford. Varró János), Dacia Könyvkiadó, Kolozsvár, 1983, 68–94. o.

## Fordítás
- Ez a szócikk részben vagy egészben a Neagoe Basarab című román Wikipédia-szócikk ezen változatának fordításán alapul.  Az eredeti cikk szerkesztőit annak laptörténete sorolja fel. Ez a jelzés csupán a megfogalmazás eredetét és a szerzői jogokat jelzi, nem szolgál a cikkben szereplő információk forrásmegjelöléseként.